# Torrecilla del Río
Torrecilla del Río es una entidad de población española del municipio de San Pedro del Valle, perteneciente a la provincia de Salamanca, en la comunidad autónoma de Castilla y León.

## Historia
Hacia mediados del siglo XIX, el lugar, una aldea ya por entonces perteneciente al municipio de San Pedro del Valle, tenía contabilizada una población de 23 habitantes. Aparece descrito en el decimoquinto volumen del Diccionario geográfico-estadístico-histórico de España y sus posesiones de Ultramar de Pascual Madoz con las siguientes palabras:

TORRECILLA DEL RIO: ald. en la prov. de Salamanca, part. jud. de Ledesma, térm. municipal de San Pedro del Valle. pobl.: 4 vec., 23 almas.
(Madoz, 1849, p. 79)

En 2023, la entidad singular de población de Torrecilla del Río tenía empadronados 4 habitantes, todos ellos en diseminado.